# Israelismo britânico
O Israelismo Britânico ou Anglo-Israelismo (em inglês: british israelism) é pseudo-história nacionalista anglo-saxã que afirmam que eles não são uma tribo germânica e sim os verdadeiros israelitas, descendentes das tribos perdidas do norte de Israel, sendo eleitos verdadeiros escolhidos por Deus. Entre suas bases para esta teoria era a ideia de que a Anglo derivado da palavra 'anjo' e que "saxão", era uma transliteração do filho Isaac.
O anglo-israelismo surgiu na Grã-Bretanha entre os séculos XVIII e XIX, teve algum crescimento, enquanto o Império Britânico existia. A doutrina providenciava um aparato ideológico para um suposto exceptionalismo britânico. Com o desmantelamento do império colonial então diminuiu acentuadamente, porém, atualmente, existem organizações cristãs fundamentalistas que incorporaram estas ideias em seu credo. O anglo-israelismo é um dos fundamentos teóricos de diversos movimentos tanto fundamentalistas como integristas, nos Estados Unidos da América e outros países.
Começando na década de 1960, o ensino do Israelismo britânico foi vigorosamente promovido por Herbert W. Armstrong.  Armstrong. fundador e ex-pastor geral da Igreja de Deus Mundial, acreditava que o ensino era a chave para a compreensão da profecia bíblica. A crença de Armstrong causou sua separação da Igreja de Deus do Sétimo Dia por causa desse ensino.